# Juan Carlos Villa
Juan Carlos Villa Cardona (Risaralda, 1991) es un asesino en serie colombiano. Confesó ser el responsable de la muerte de 11 personas: 10 adultos mayores y un menor de edad; los últimos tres asesinatos fueron perpetrados por Juan Carlos y su hermano, José Alfredo Villa, quien también aceptó su participación en varios crímenes. Todos los asesinatos fueron cometidos entre 2012 y 2023, en zonas despobladas del departamento de Risaralda.
Las autoridades lo declararon como un «asesino serial», su modus operandi consistía en hacerse pasar como una persona en condición de discapacidad para ganarse la confianza y posteriormente asesinarlas con armas blancas. La mayoría de las víctimas presentaban heridas en la parte del tórax. Al momento de su captura aceptó sin arrepentimiento la participación directa de todos los asesinatos, una de la características psicológicas y comportamentales propias de un asesino en serie.

## Víctimas
Menor de edad
- Juan David Aguirre Gaviria (13 años)[4]

Adultos mayores
- Francisco Javier Gaviria Valencia (61 años)[4]
- Fanny Ortiz Cruz (58 años)[4]
- José Israel Osorio (61 años)[4]
- Holmes Giraldo Restrepo (66 años)[4]
- Henry López Giraldo (60 años)[4]
- Gustavo Loaiza Ríos (80 años)[4]
- Juan Bautista Restrepo (66 años)[4]
- Bernardo Giraldo (84 años)[9]
- Mérida González (82 años)[9]
- María Isabel Giraldo (82 años)[9]

## Asesinatos
Los primeros asesinatos se dieron en marzo de 2012. Los cuerpos de Francisco Javier Gaviria Valencia y Fanny Ortiz Cruz fueron encontrados en una vereda ubicada en el municipio de Marsella (Risaralda). Las autoridades indicaron que Villa y su padre perpetraron los asesinatos, además de hurtarles dinero a uno de los adultos mayores. En 2013 mató a un comerciante de quesos en la ciudad de Pereira, en una trocha ubicada entre los barrios de Kennedy y Comuneros de Dosquebradas. En octubre de 2021 hizo lo mismo con Holmes Giraldo Restrepo de 66 años, al que atacó en una habitación en la vereda Llano Grande Alto de Pereira. En mayo de 2023 asesinó a Henry López Giraldo en complicidad con su hermano José Alfredo Villa. A López Giraldo intentaron hurtarle un cable de material de cobre. En agosto de ese mismo año, Villa perpetró otros 4 asesinatos, un cuerpo de una de sus víctimas fue encontrado en la finca El Espinazo, en el municipio El Santuario. El último homicidio fue registrado en septiembre del mismo año, en una finca de Dosquebradas.

### Modus operandi
El modus operandi consistía en ganarse la confianza de las personas con quien se relacionaba, específicamente en los municipios de Pereira, Dosquebradas, Santa Rosa de Cabal, Marsella y Santuario, lugares donde se desplazaba constantemente. Se presentaba en estos sitios como una persona en condición de discapacidad con el objetivo de recolectar información para posteriormente cometer hurtos y asesinatos. Después de su captura, confesó ser el responsable de los 11 asesinatos y su hermano declaró que participó directamente en 2 homicidios. Según las autoridades, es probable que hayan cometido muchos otros asesinatos.